# Petkeljärvi
Petkeljärvi är en sjö i Finland. Den ligger i kommunen Ilomants i landskapet Norra Karelen, i den sydöstra delen av landet, 400 km nordost om huvudstaden Helsingfors. Petkeljärvi ligger 144,7 meter över havet. Den är 9,13 meter djup. Arean är 1,75 kvadratkilometer och strandlinjen är 22,3 kilometer lång. Sjön  ingår i Vuoksens huvudavrinningsområde. 